# Коту (Уда)
Коту (рум. Cotu) насеље је у Румунији у округу Арђеш у општини Уда. Oпштина се налази на надморској висини од 457 m.

## Становништво
Према подацима из 2011. године у насељу је живело 219 становника.